# Maison de l’Arquebuse (Châtillon-sur-Seine)

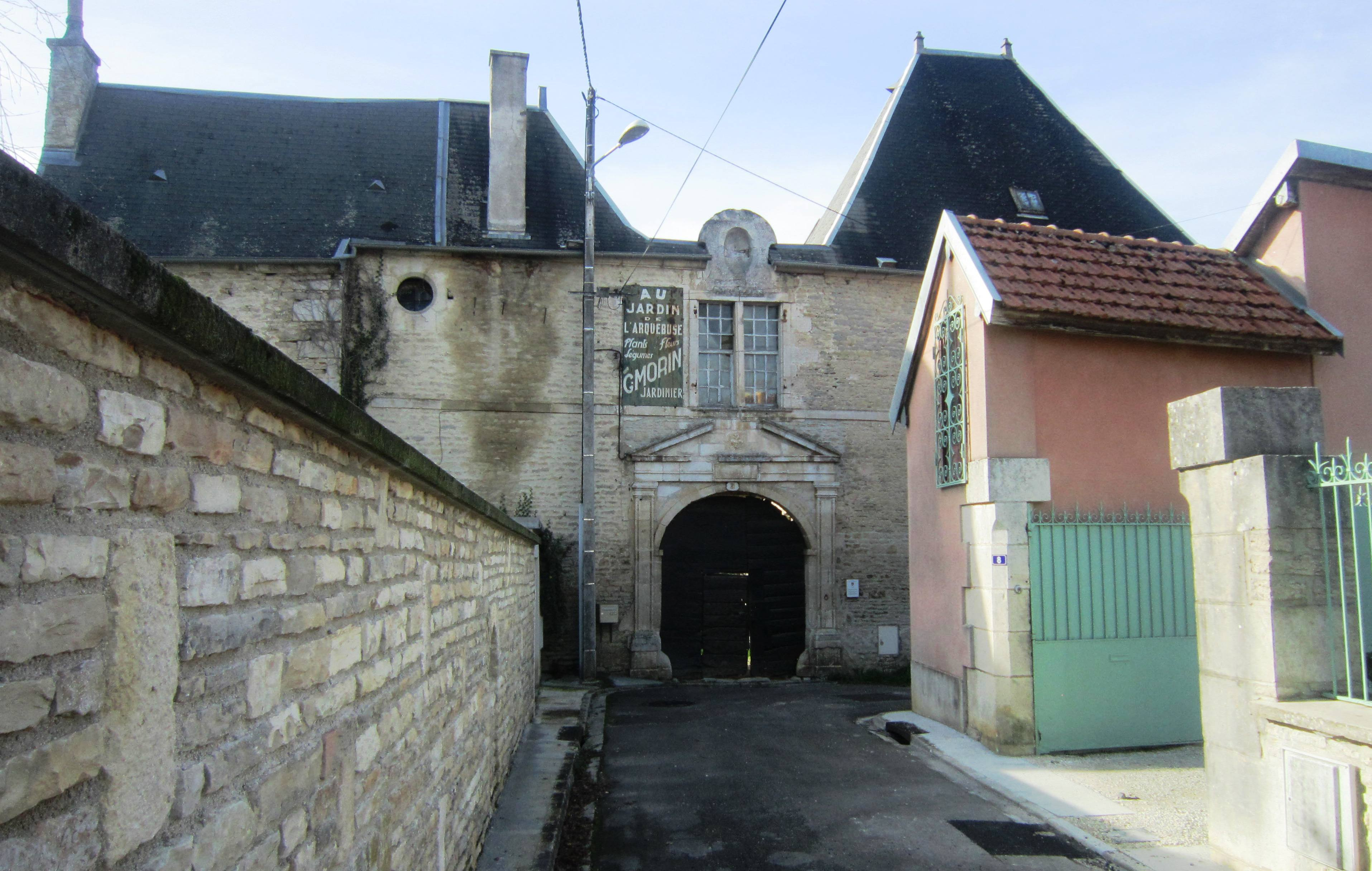
Maison de l’Arquebuse in Châtillon-sur-Seine

Das Maison de l’Arquebuse ist ein ehemaliges Schießhaus aus dem 17. Jahrhundert in der französischen Stadt Châtillon-sur-Seine. Das Bauwerk steht seit 1925 als Monument historique unter Denkmalschutz.

## Beschreibung
Das Gebäude befindet sich am Ende der Impasse de l’Arquebuse nahe der Seine im Westen von Châtillon-sur-Seine. Es besteht aus zwei Gebäudeteilen, die links und rechts der Kutscheneinfahrt errichtet wurden und durch eine hohe Galerie verbunden sind. Westlich befand sich ein Schießplatz.

## Geschichte
1575 wurde die Schützengesellschaft der Chevaliers de l'Arquebuse von Châtillon mit Genehmigung von König Heinrich III. gegründet. Der Herzog von Biron, Statthalter von Burgund, genehmigte 1601 den Erwerb von Land, auf das 1619 der Bau der Einrichtung abgeschlossen wurde. Sie umfasste einen Versammlungs- und Schießraum sowie eine Unterkunft für die Wache. Eine Bronzebüste von Heinrich IV., die während der Revolutionszeit entfernt wurde, schmückte die Straßenfront.
Über dem Wagentor war eine heute unleserliche Inschrift eingraviert, die von H. Frérot notiert worden ist:

„CE PRINCE N'EST PAS MORT, QUOIQUE UN FER HOMICIDE PLONGE DE DANS SON SEIN LUI AIT FERME LES YEUX : SA BONTE, SA VERTU, SES ACTES VALEUREUX LE FONT REVIVRE EN NOUS MALGRE CE PARRICIDE.“

„Dieser Prinz ist nicht tot, obwohl ein in seine Brust gestoßenes, mörderisches Eisen ihm seine Augen verschlossen hat: seine Güte, seine Tugend, seine tapferen Taten lassen ihn trotz dieses Vatermordes wieder in uns aufleben.“